# Ogie Díaz
Roger Pandáan y Díaz (2 de enero de 1970, Ciudad Quezón), más conocido como Ogie Díaz. Es un actor comediante, y periodista de noticias del espectáculo filipino. Conocido popularmente como "Pekto" a través del programa de televisión de larga duración y ahora extinta-Lalake conocida como "Palibhasa". 

## Vida política
Postuló como candidato para las elecciones del Ayuntamiento de Quezón en 2010.

## Vida personal
Actualmente está casado con un hijo.

## Filmografía

### Películas
- Maricris Sioson: Japayuki (1993)
- Bulag, Pipi, at Bingi (1993)
- May Minamahal (1993) Didoy
- Nag-Iisang Bituin (1994)
- Anghel na Walang Langit (1994)
- The Secrets of Sarah Jane: Sana'y Mapatawad Mo (1994) Don
- Ging Gang Gooly Giddiyap: I Love You Daddy (1994)
- Shake Rattle & Roll V (1994) Mitoy (segment "Episode II: Anino")
- Pare Ko (1995) Mr. Holgado
- Hataw Na! (1995) Oscar Cabalos
- Araw-Araw, Gabi-Gabi (1995)
- Rollerboys (1995) Elvis
- Radio Romance (1996) Loy
- Ama, Ina, Anak (1996) Hector
- Nasaan Ka Nang Kailangan Kita (1997) Aphrodite
- Ikaw Pala Ang Mahal Ko (1997) Alvin
- Alipin ng Aliw (1998)
- Hiling (1998) Ahrnell
- Puso ng Pasko (1998) Talkshow Host
- Tigasin (1999)
- Live Show (2000) Kadyot
- Most Wanted (2000)
- Yakapin Mo Ang Umaga (2000) Ayo
- Narinig Mo Na Ba Ang L8est? (2001) Nestor
- Hari ng Selda: Anak ni Baby Ama 2 (2002) Reporter
- Super B (2002) Media Reporter
- Sex Drive (2003) Mani
- Gagamboy (2004) Stage Manager
- One Night Only (2008) Meliton

### Televisión
- Showbiz Lingo[1]
- Cristy Per Minute (1995–1999)
- Puwedeng Puwede (1999–2001)
- Bituin (2002–2003) Ogie
- S2: Showiz Sábado (2003)
- Showbiz No. 1 (2004–2005) host
- Magandang Umaga, Pilipinas (2005–2007)
- Umagang Kay Ganda (2007–2008) showbiz segment[2]
- That's My Doc (2008) Indyanera Jones[3]
- Volta (2008) Gas Napulgas
- May Bukas Pa (2009–2010) Atong[2]
- Momay (2010) Mando

### Radio
- Wow ang Showbiz (DZXL; 2005–present)